# ヴェネツィアの祝宴
『ヴェネツィアの祝宴』 (ヴェネツィアのしゅくえん、仏: Fêtes Vénitiennes、英: Fêtes Vénitiennes) は、フランスのロココ期の画家アントワーヌ・ヴァトーが1719年に制作した雅宴画のジャンルの油彩画である。画家の死後、『メズタン』、『シテール島の巡礼』(ベルリン、シャルロッテンブルク宮殿のヴァージョン) などヴァトー作品を収集していた織物商ジャン・ド・ジュリエンヌの所有であった。1861年にジョン・マーレイ卿 の未亡人 (Lady Murray of Henderland) によりエディンバラにあるスコットランド国立美術館に寄贈された。

## 概要
本作は、ジュリエンヌの所有であった時には、『舞踏会』と題され、ジュリエンヌの死後に作成された目録では『ヴェネツィアの舞踏会』という題名で記された。だが、実際に画面がヴェネツィアのどこかを表しているわけではなく、ヴァトーがヴェネツィアに行ったことがあるわけでもない。『ヴェネツィアの祝宴』という題名は、本作に基づいた1732年のロラン・カール のエングレーヴィングに由来しているが、1710年パリで上演された、フランスの作曲家アンドレ・カンプラ (André Campra) によるオペラ・バレエの題名も参照したものであろう。
ヴァトーは、本作に自分自身を描き入れている。画面右で座ってミュゼット (バグパイプ) を奏でている男性である。中央の女性は、当時のコメディ・フランセーズの主役女優であったシャルロット・デマール (Charlotte Desmares) である可能性がある。また彼女の左に立っている男性は、ヴァトーと同郷のフランドル系の画家で、ヴァトーの住んでいた家の家主であったニコラ・ヴルーゲルスである。他の人物たちは、ヴァトーが当時の社会で直接観察して描いたデッサンに基づいている。人物たちの衣装は、イタリアの即興喜劇「コンメディア・デッラルテ」のものである。
中央の女性の左にいる男性 (ニコラ・ヴルーゲルス) は描き直されている。画面を見るだけでも、男性の両脚が描き直されて、その間隔が広げられていることがわかる。男性と向き合ってダンスの相手となることを会釈で告げている中央の女性の衣服も、本来はもっと長く、靴先から右の方で白っぽい色の上に緑が塗られていることがはっきり確認できる。
背景は城館か宮殿の庭園のようで、ダンスを始めようとしている２人の奥に16人の男女がいるが、必ずしも２人のほうに注意を払っているわけではない。他の雅宴画と異なり、本作には犬や幼児は描かれていない。中央やや右寄りに腰を下ろして扇子を手にしている女性は、やや違ったポーズで『シテール島の巡礼』にも描かれている。この女性と話している男性は左右反転しているものの、一番右端にいる男性とよく似ている。